# 龙凤镇 (介休市)
龙凤镇，是中华人民共和国山西省晋中市介休市下辖的一个乡镇级行政单位。

## 行政区划
龙凤镇下辖以下地区：
龙凤村、漏土村、龙头村、河东村、峪子村、圪垛村、鳌子岭村、渠池村、西宋壁村、东宋壁村、南庄村、北庄村、遐壁村和张壁古堡。

## 中国传统村落
张壁村获评“中国传统村落”。